# KCalc
KCalc（ケーカルク）は KDE Applications に統合されている電卓アプリケーションである。kdeutils パッケージに含まれている。

## 機能
初期設定で表示されるボタンには、数字、加減乗除、括弧、メモリーキー、パーセント、逆数、階乗、二乗、平方根、x の y 乗がある。
サイエンス/エンジニアリング（三角関数と対数関数）、統計や論理ボタンも必要に応じて追加することができる。6つの追加ボタンも数学定数、物理定数あるいは任意の値で予め定義しておくことができる。履歴機能にはスタック方式を使用する。
KCalcはブール演算もサポートしている。
KCalcはグラフ描画をサポートしていない。
KDE 3.5 に含まれるバージョン 2 から KCalc は任意精度で計算できるようになった。

## ギャラリー

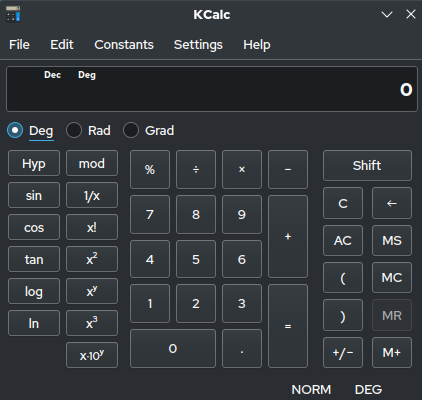
科学モード
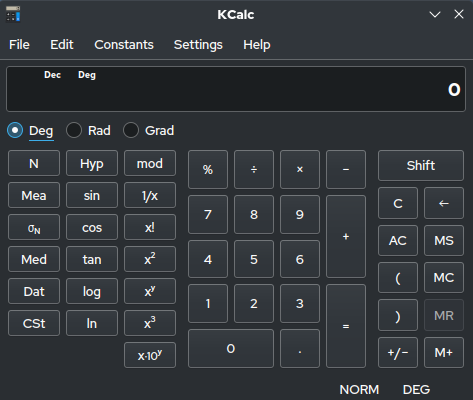
統計モード
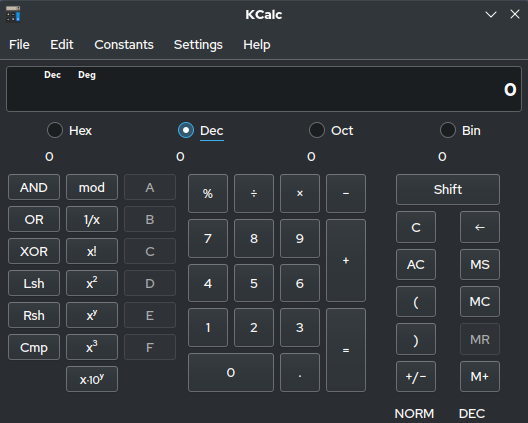
数値システムモード